# Narcís Farró i Albert
Narcís Farró i Albert (Sarrià de Ter, 13 de març de 1826 - Girona, 30 d'octubre de 1889) fou un propietari i polític català.

## Biografia
Va néixer a Sarrià de Ter el 13 de març de 1826 i un parell de dies després, el 15 de març de 1826 fou batejat a l'església de la Mare de Déu de la Misericòrdia, fill de Ramon Farró i Farró i de Coloma Albert i Massot. L'11 de març de 1868 es casà a l'església de Sant Feliu de Girona amb Càndida Subirats i Farró, una cosina seva, motiu pel qual van haver de demostrar que el matrimoni no era forçat i que ella no havia trobat un altre espòs.
Narcís Farró fou membre del comitè local del partit republicà-federal. Després de la Gloriosa, l'octubre de 1869, capitaneja una insurrecció a Girona contra el govern de Madrid que acabà sent sufocada i en el mateix mes foren sumariats per aquesta causa. Després de l'abdicació d'Amadeu I el febrer de 1873, entrà a l'Ajuntament de Girona com a primer tinent d'alcalde sota l'alcaldia de Joaquim Riera i Bertran. Quan Riera dimiteix el 21 d'abril de 1873, tot just uns mesos després, passa a ocupar l'alcaldia, encara que també durant poc temps, ja que el 29 d'abril del mateix any decideix també presentar la dimissió adduint un trasllat de domicili a Banyoles. El juliol de 1873 fou nomenat comandant del batalló de voluntaris de la República. Un parell de mesos després del cop d'estat del General Pavía, fou nomenat diputat provincial de la Diputació de Girona representant el districte electoral de Brunyola i Sant Martí Sapresa, al partit judicial de Santa Coloma de Farners.
Finalment, a quarts d'onze del matí del 28 d'octubre de 1889, mentre caminava pel carrer dels Ciutadans de Girona, fou assassinat d'un tret al clatell, presumptament propiciat per Joaquim Duran i Turrós, un altre propietari de Sarrià de Ter amb qui Farró havia tingut plets judicials en el passat.